# The Hitcher (1986)
The Hitcher (A Morte Pede Carona, no Brasil; Terror na Autoestrada em Portugal) é um filme americano de 1986, dos gêneros suspense, drama, ação e terror, dirigido por Robert Harmon. O longa é baseado em um tratamento de roteio escrito por Eric Red em 1981 e na canção Riders on the Storm, da banda norte-americana The Doors. A obra de Harmon teve baixo orçamento, porém a bilheteria superou o orçamento e propiciou ao longa espaço entre os clássicos do gênero.

## Sinopse
Jim Halsey, é um jovem que necessita entregar um carro de Chicago a San Diego, no caminho em sonolência avista e concede carona a um homem no deserto do oeste do Texas. O carona, John Ryder, é meditativo e evasivo, um psicopata; quando Jim ultrapassa um carro parado, Ryder força a perna no acelerador. Ryder afirma então que matou o motorista do carro em questão e pretende fazer o mesmo com Jim, ameaçando-o com um canivete. Aterrorizado, Jim pergunta o que Ryder quer. Ele responde: "Quero que você me pare". Quando Jim percebe que Ryder não coloca o cinto de segurança e a porta do passageiro do carro está entreaberta, ele o empurra para fora do veículo, livrando-se assim do psicopata.
Aliviado, Jim continua sua jornada. Quando avista Ryder na traseira de um carro de uma família que lhe concedeu carona, Jim tenta avisá-los, mas se envolve em um acidente. Mais tarde, ele encontra o carro ensanguentado. Em um posto de gasolina abandonado nas proximidades, Ryder encurrala Jim, prossegue assim uma saga e uma perseguição implicável de Ryder sob Halsey, um terror psicológico entre os dois personagens.

## Elenco
| Ator/Atriz           | Personagem                 |
| -------------------- | -------------------------- |
| C. Thomas Howell     | Jim Halsey                 |
| Rutger Hauer         | John Ryder                 |
| Jennifer Jason Leigh | Nash                       |
| Jeffrey DeMunn       | Capitão Esteridge          |
| John M. Jackson      | Starr                      |
| Billy Green Bush     | Trooper Donner             |
| Jack Thibeau         | Trooper Prestone           |
| Armin Shimerman      | Sargento no interrogatório |
| Gene Davis           | Trooper Dodge              |
| Jon Van Ness         | Trooper Hapscomb           |
| Henry Darrow         | Trooper Hancock            |
| Tony Epper           | Trooper Conners            |
| Tom Spratley         | Proprietor                 |
| Colin Campbell       | Construtor                 |
| Garth Shaw           | Fotógrafo                  |